# André-Charles Boulle

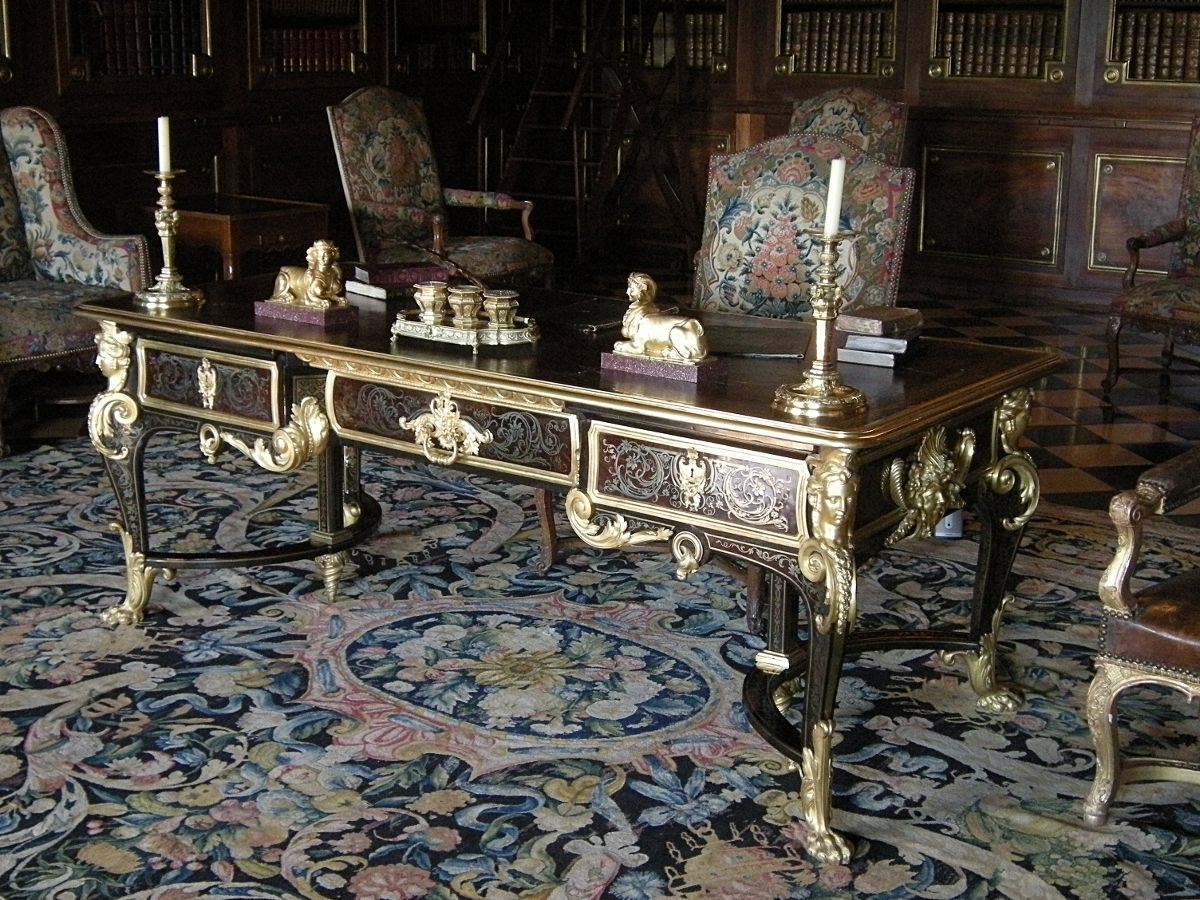
Ebenholzschreibtisch von Boulle in Schloss Vaux-le-Vicomte

André-Charles Boulle (* 11. November 1642 in Paris; † 29. Februar 1732 ebenda) war ein französischer Möbeltischler. André-Charles Boulle war Kind holländischer Emigranten. Der Vater Jean Bolt (französisiert: Jean Boule) zog 1610 aus dem deutschen Teil des Herzogtums Geldern nach Paris und arbeitete für die Witwe des deutschsprachigen Möbeltischlers Jean Senapre.

## Würdigung
André-Charles Boulle gilt als der herausragende Handwerker und Künstler im Bereich der Marketerie des 17. Jahrhunderts in Frankreich. Er ist ein wichtiger Repräsentant der Stile Louis-quatorze und Régence. Boulle arbeitete bis zur vorübergehenden Schließung der königlichen Manufaktur im Jahre 1694 überwiegend für den französischen Hof. Seine Arbeiten beeinflussten die Kunsttischlerei in ganz Europa. Die durch André-Charles Boulle weiterentwickelte und nach ihm benannte Boullemarketerie unterscheidet sich von der herkömmlichen Marketerie im Hinblick auf die verwendeten Materialien.
Nach ihm ist die renommierte Möbelbauerschule École Boulle in der Rue du Faubourg Saint-Antoine in Paris benannt.

## Hintergrund

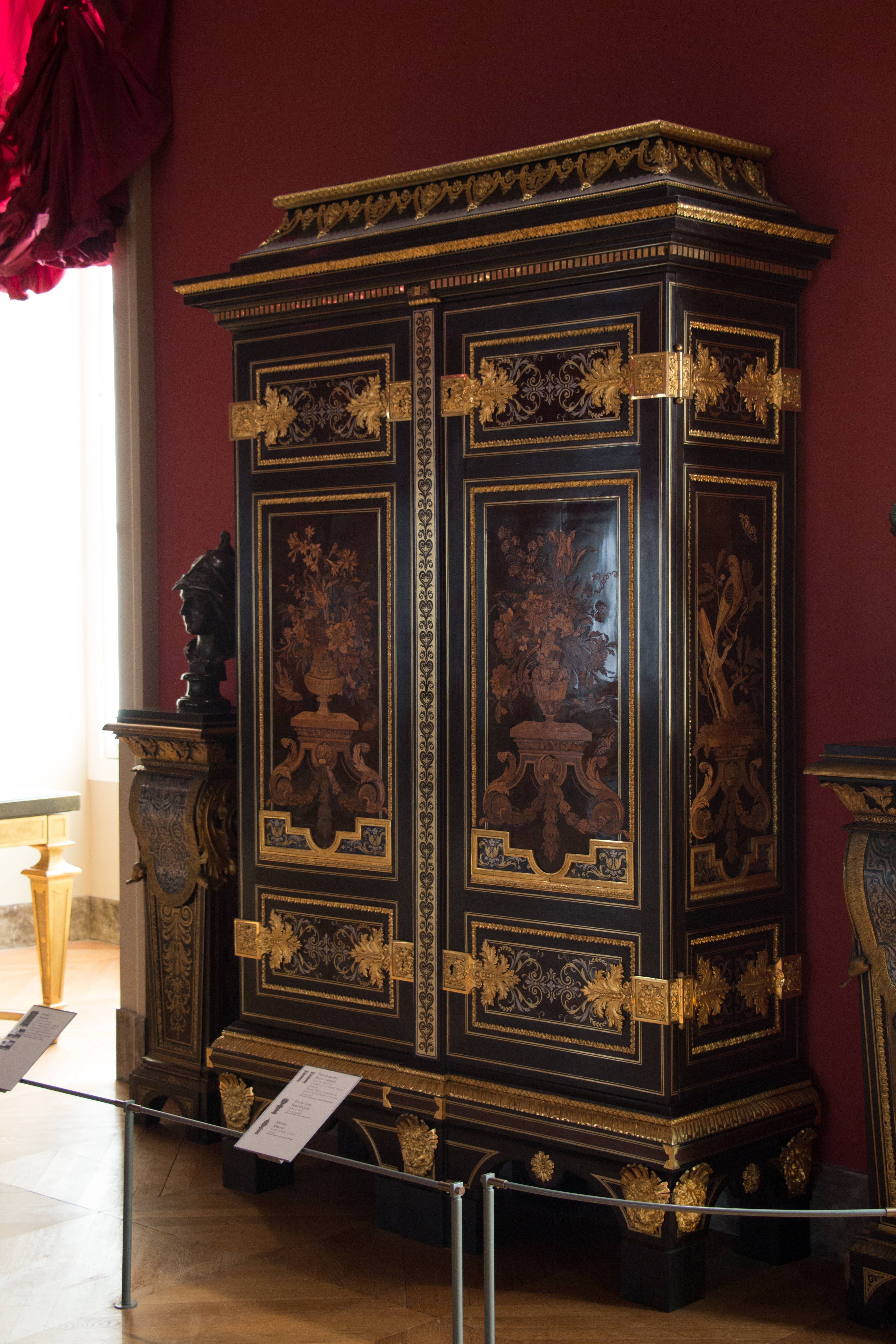
Schrank mit Papageien (an der Seite) von Boulle, Louvre, Paris

Zwischen 1662 und 1667 wurde das unter Henri de Navarre begonnene Programm zur Erneuerung und Zentralisierung des Handwerks und der Künste durch den späteren Finanzminister Contrôleur général des finances Jean-Baptiste Colbert fortgesetzt. Dies führte nach 1662 zur Gründung der Manufacture royale des Meubles de la Couronne (Königliche Manufaktur der Möbel der Krone). In den darin angeschlossenen königlichen Manufakturen wie u. a. der Manufacture royale des Gobelins, der Manufacture de la Savonnerie, der Manufacture royale des Glaces de Miroirs (königliche Spiegel-Manufaktur) und der Manufacture royale des Meubles wurden die zur repräsentativen Dekoration notwendigen Gewerke zusammengefasst. Durch die Zusammenarbeit mit den zeitgleich durch Colbert gegründeten Akademien schufen diese ikonografisch und materiell den barocken Repräsentationsstil Ludwig XIV.
In den ersten Jahrzehnten stand dabei die Dekoration der Appartements im Louvre und des Schlosses von Versailles im Vordergrund. Die Aufgaben der Manufaktur bestand in der Einrichtung und im Erhalt des königlichen Inventars der von den Bâtiments du Roi verwalteten königlichen Schlösser und Palais. Die Leitung der Bâtiments oblag ab 1664 dem surintendant et ordonnateur général des bâtiments, arts, tapisseries et manufactures de France, parallèlement contrôleur général des finances et secrétaire d’État à la Maison du Roi, Jean-Baptiste Colbert. Zu seinem künstlerischen Leiter wählte er den ersten Maler des Königs, Charles Le Brun, der zugleich der Direktor der Académie royale de peinture et de sculpture (Akademie für Malerei und Skulptur) in Paris war und Gründer der Académie de France à Rome. Die Konzentration von finanziellem und künstlerischem Einfluss trug wesentlich zur Herausbildung der homogenen Dekoration bei. Dieser wurde beispielhaft für die Entwicklung des europäischen Barockinterieur. Innerhalb des höfischen Zeremoniells nahm das Mobiliar als dekoratives, repräsentatives und funktionales Element eine wichtige Stellung ein.
Das in den Werkstätten gefertigte massive Silbermobiliar für das Große Appartement und die Spiegelgalerie in Versailles blieb im handwerklichen und künstlerischen sowie im Wert des verarbeiteten Materials und in der räumlichen Disposition beispiellos in der Geschichte des gesamten europäischen Möbelbaus. Die für die Spiegelgalerie als Dreiheit konzipierten Konsoltische als Basis für die darüber befindlichen in Silber gerahmten Spiegel und den beidseitig flankierenden silbernen Gueridons waren ein Meilenstein im Beleuchtungskonzept von Innenräumen. Das gesamte Silbermobiliar wurde jedoch im Pfälzer Erbfolgekrieg wegen Geldknappheit eingeschmolzen. Ihm folgten ab der letzten Dekade des 17. Jahrhunderts die zum Teil mit Grotesken-Motiven von Jean Bérain dekorieren Möbel in Boulle-Technik.
Neben André Charles Boulle gab es weitere Ebenisten, die Arbeiten in der Boulle-Technik ausführten. Zu den prominentesten Zeitgenossen gehören Alexandre-Jean Oppenordt und Bernard I Van Risamburgh.

## Werk

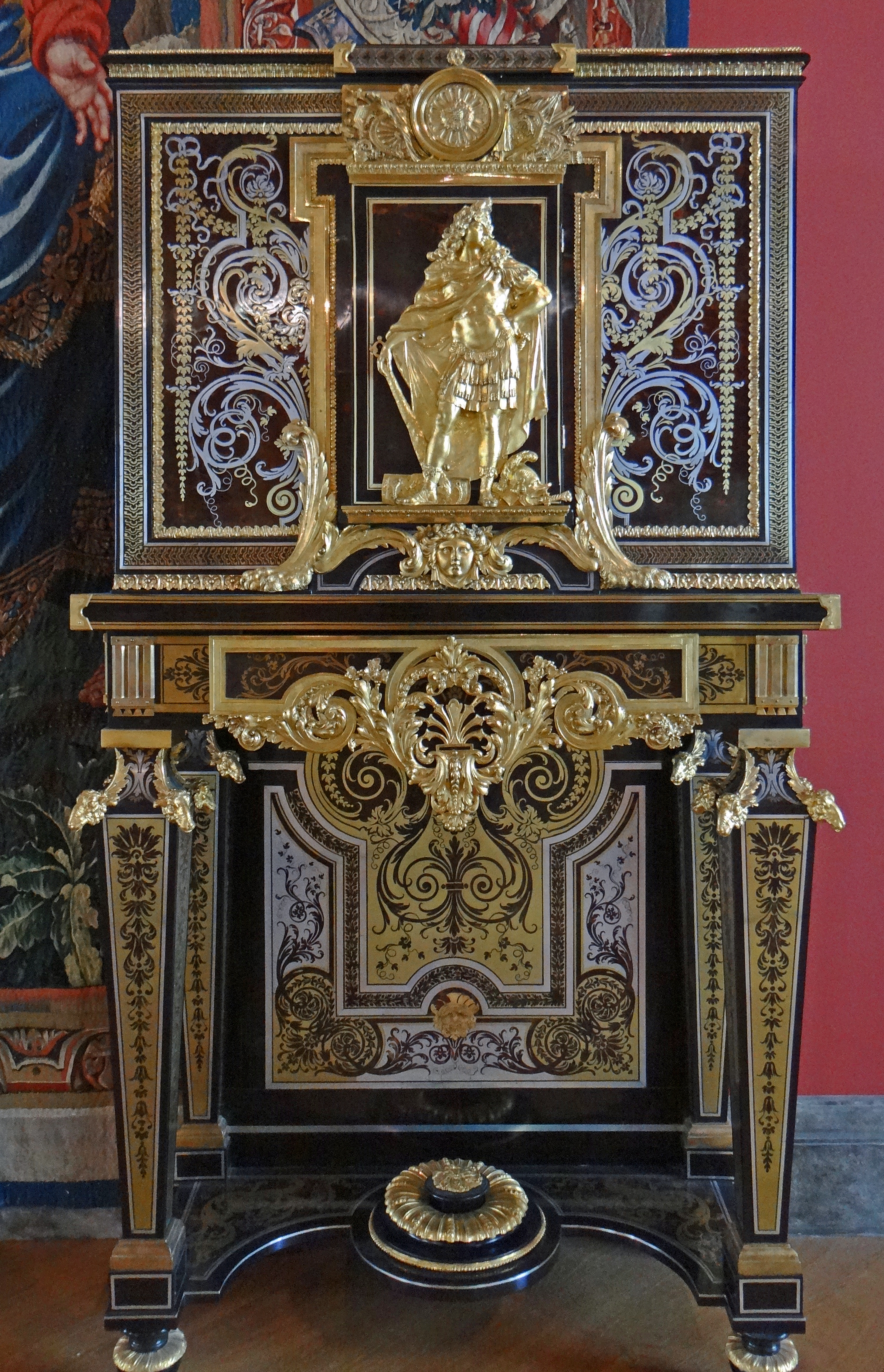
Kabinettschrank mit Relief Ludwigs XIV. von Boulle, 1690–1710, Louvre, Paris

Über die Kindheit und die Ausbildung von André-Charles Boulle ist wenig bekannt. Überliefert ist die Ausbildung in der Werkstatt seines Vaters. Es wird vermutet, dass Boulle eine Ausbildung als Maler absolviert hat, da eine der ersten Rechnungen ouvrages de peinture auf diese Tätigkeit hin gestellt wurde.
Ab 1667 ist Boulle in der Pariser Zunft registriert. Er soll in seiner eigenen Werkstatt bis zu 40 Personen beschäftigt haben. Auf die Empfehlung von Jean-Baptiste Colbert, der ihn als « le plus habile ébéniste de Paris » beschrieb, übernahm André-Charles Boulle, nach dem Tode von Jean Macé van Blois im Jahre 1672 als ébéniste du Roi, die königliche Möbelwerkstatt im Louvre. Er erhielt im Louvre das Privileg, als Graveur und Ziseleur sowie als Vergolder unabhängig von den Zunftgesetzen eigene Marketerie- und Bronze-Arbeiten anzufertigen. Mit dem Titel ébéniste du Roi war ein jährliches Gehalt und eine Wohnung im Louvre verbunden. Diese Wohnung behielt Boulle bis zu seinem Tod im Alter von 89 Jahren. Bis zur vorübergehenden Schließung der königlichen Manufaktur 1694 war Boulle überwiegend mit der Ausstattung der königlichen Schlösser betraut. Einige seiner Stücke dienten ebenfalls als Geschenk an Botschafter alliierter Höfe.
Die Technik der Marketerie wurde am Anfang des 17. Jahrhunderts vor allem von italienischen, niederländischen und deutschen Kunsttischlern in Frankreich etabliert. Mit der Gründung der königlichen Manufakturen in Paris war die Berufung von ausgezeichneten Handwerkern verbunden. Prägend für Boulle waren neben seinem Vorgänger Jean Macé van Blois Arbeiten von Pierre Gole (auch Pierre Golle), Auburtin Gaudron und Dominique Cucci, die teilweise gemeinsam arbeiteten.

### Schmuckfußböden
Wie Pierre Gole war André-Charles Boulle an der Herstellung von Schmuckfußböden und Boiserie in Versailles beteiligt. Pierre Gole führte u. a. den Schmuckfußboden im Cabiné Doré in Versailles aus, während die Ausführung des Bodens im benachbarten Grand Cabinet Cabinet de Dauphin André-Charles Boulle zugeschrieben wird. Der überlieferte Entwurf des Cabinet Doré erinnert an einen geknüpften Teppich der Savonnerie. Ein Zeitgenosse von Boule mit vergleichbaren stilistischen Merkmalen war der Ebenist Alexandre-Jean Oppenordt. Er fertigte die Böden in der Petite Galerie. Für viele der Intarsienböden wie im Hôtel de Soubise oder im Spiegelkabinett des Schlosses Maisons-Laffitte sind Zuschreibungen bislang nicht möglich. Bei den Arbeiten von Boulle hat es sich aber wahrscheinlich um die aufwendigeren Intarsienböden gehandelt.

### Möbel
Die bedeutendsten Arbeiten entstanden zwischen 1680 und 1710. Zwischen 1682 und 1686 fertigte André-Charles Boulle für 94.000 livres neben den Intarsienböden und der Wandvertäfelungen auch die Konsoltische und Stühle für das Cabinet des Glaces im Château de Versailles für das neue Appartement von Ludwig von Frankreich, Le Grand Dauphin.
In dieser Zeit zählten zu seinen Kunden auch König Philipp V. von Spanien, Kurfürst Max Emanuel von Bayern und der Erzbischof von Köln.
Eine Anzahl seiner späteren Möbel tragen feuervergoldete Bronzen, die von Etienne Forestier gefertigt wurden.

## Technik
Der Begriff der Boullemarketerie wird umgangssprachlich für die verwendete Technik wie auch als Stilbegriff gebraucht. André-Charles Boulle perfektionierte die Marketerie-Technik. Durch den Einsatz verbesserter Werkzeuge wurde eine schnellere und präzisere Fertigung möglich.

## Galerie

Mobiliar von Boulle
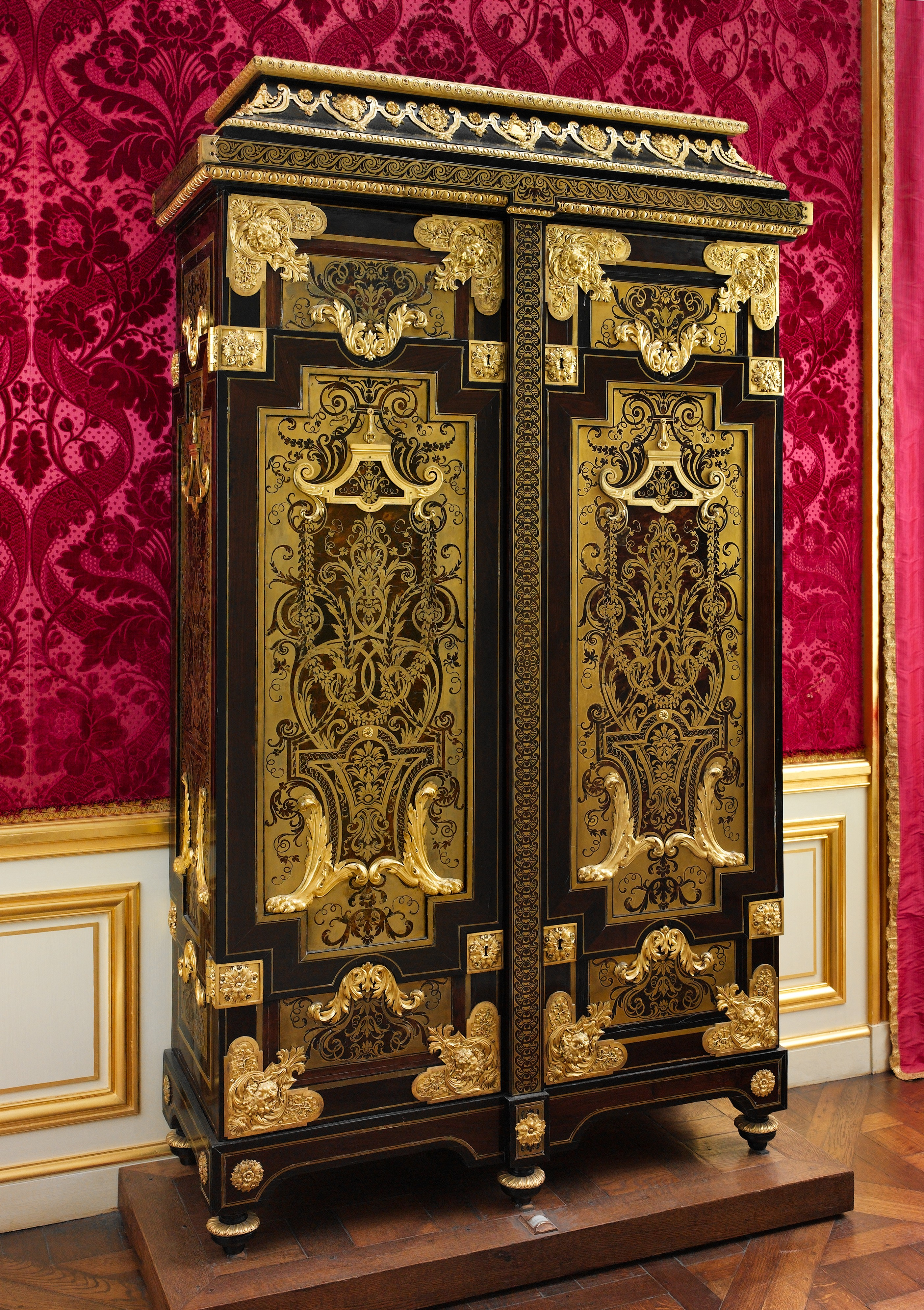
Boulle-Schrank im Metropolitan Museum of Art, New York.
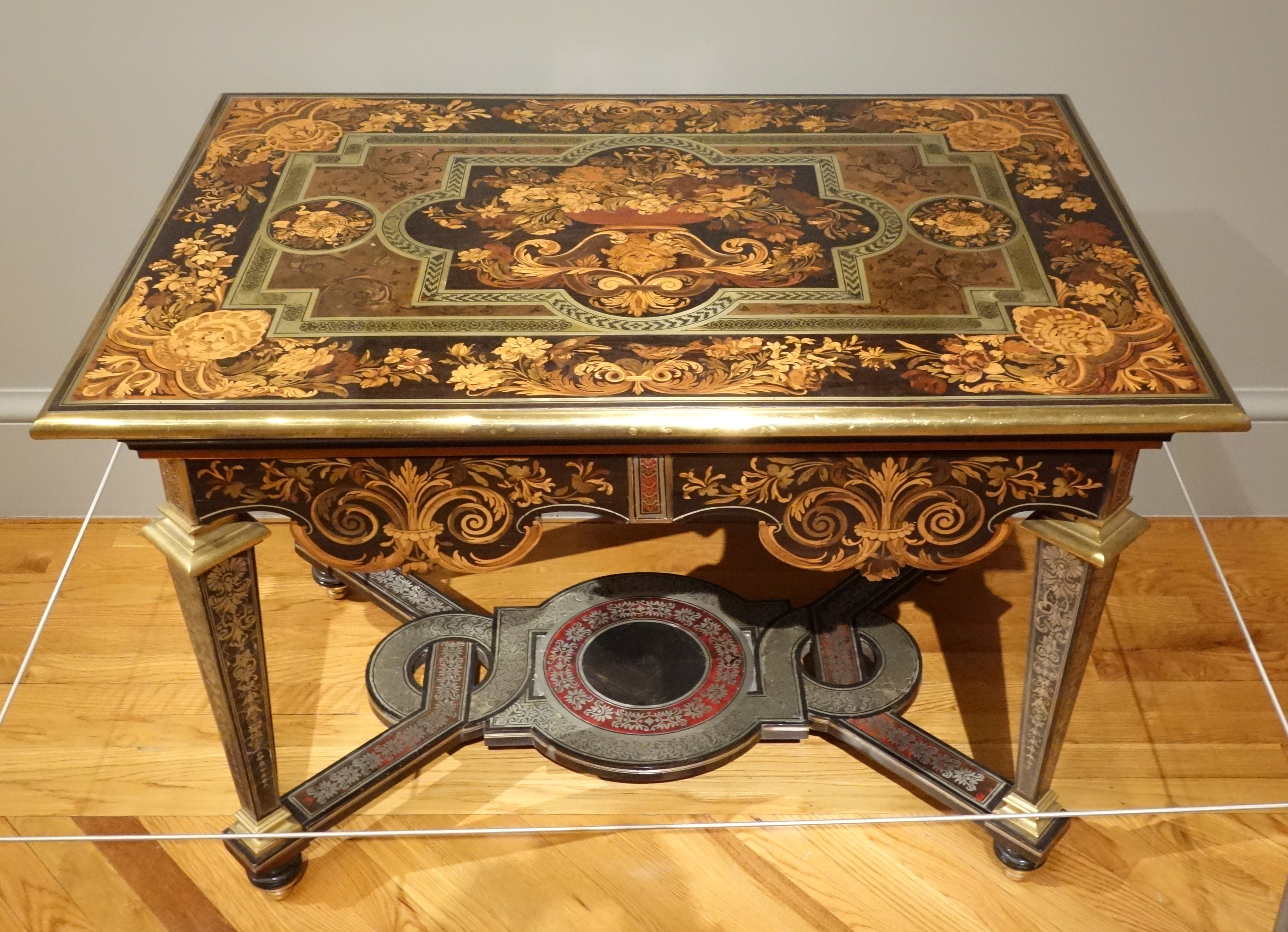
Tisch in Marqueterie, ca. 1670–80, California Palace of the Legion of Honor, San Francisco.
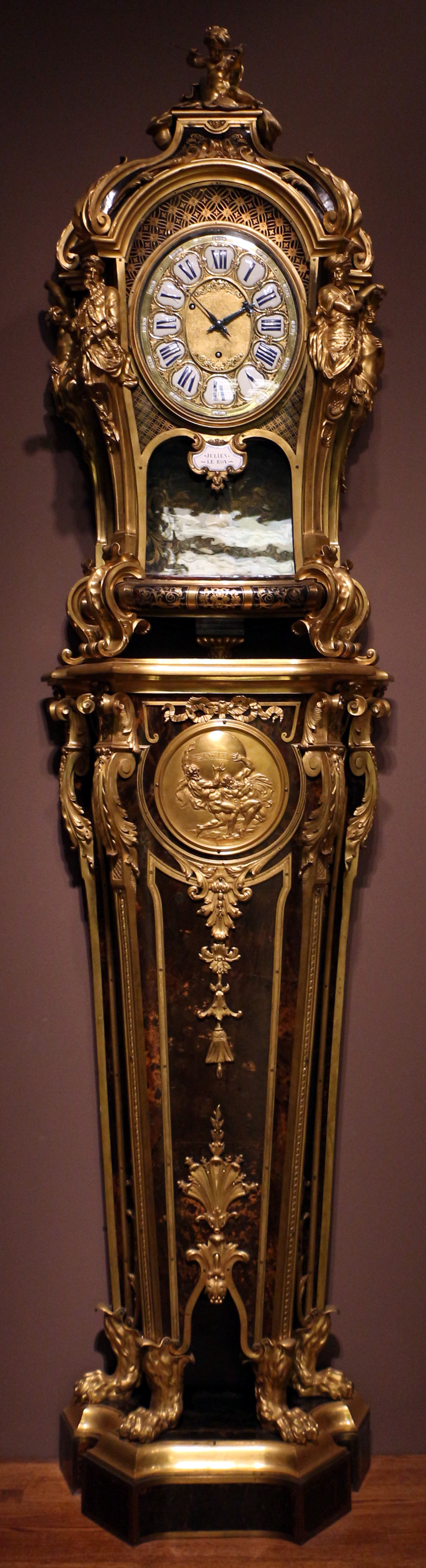
Pendeluhr, André-Charles Boulle und Söhne, ca. 1720, Detroit Institute of Arts
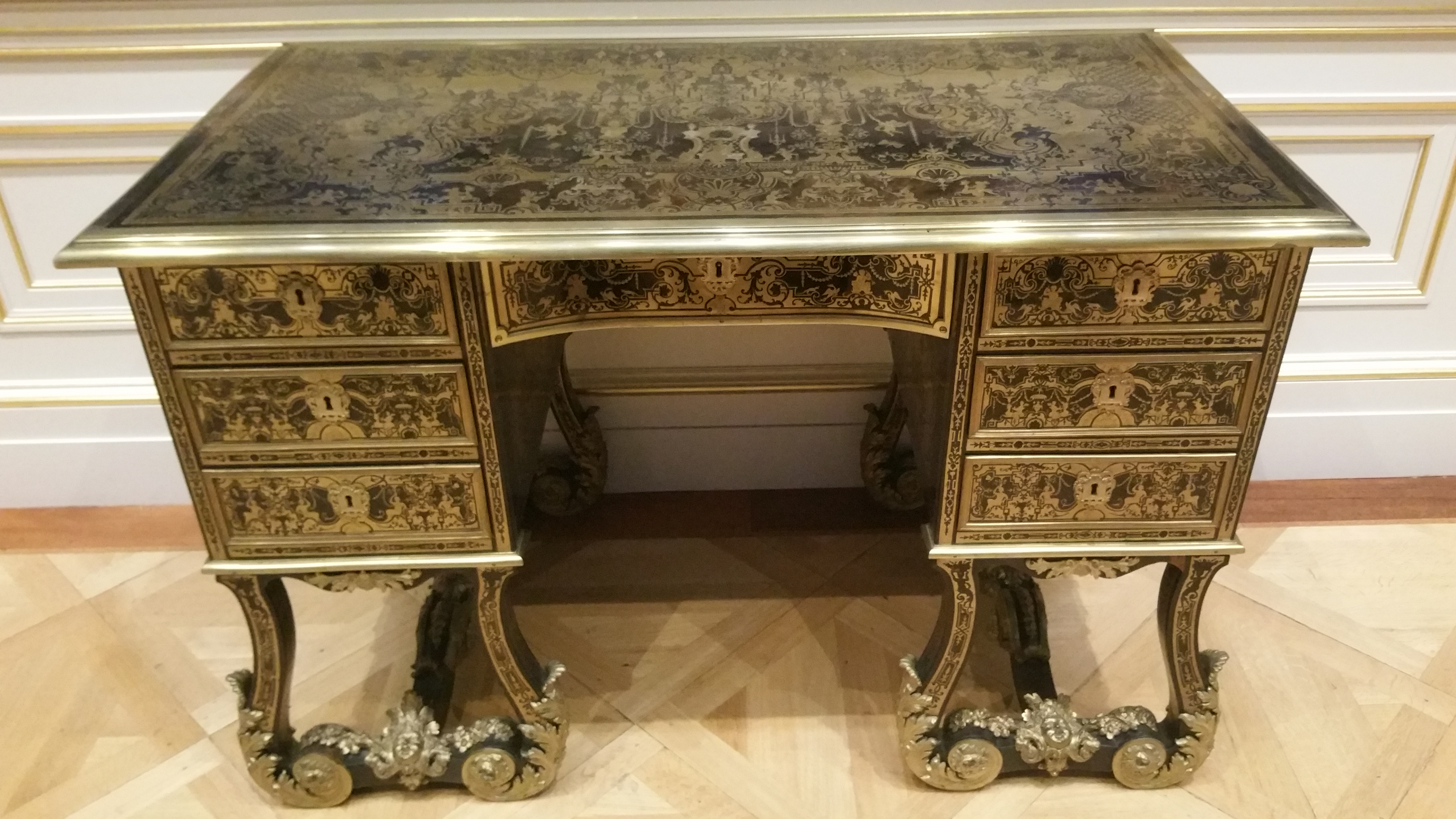
Sekretär, Wallace Collection, London.
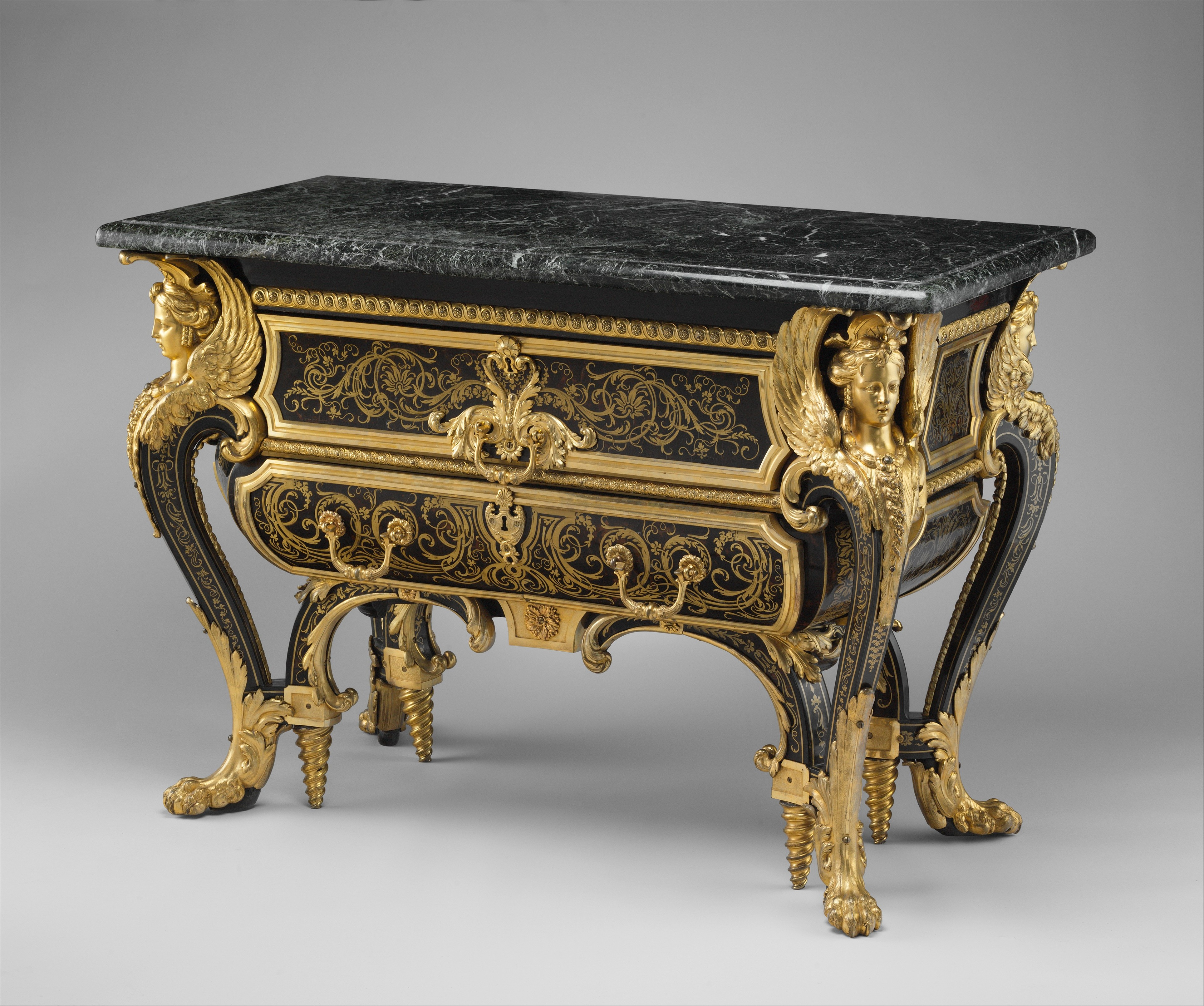
Kommode, Metropolitan Museum of Art, New York.
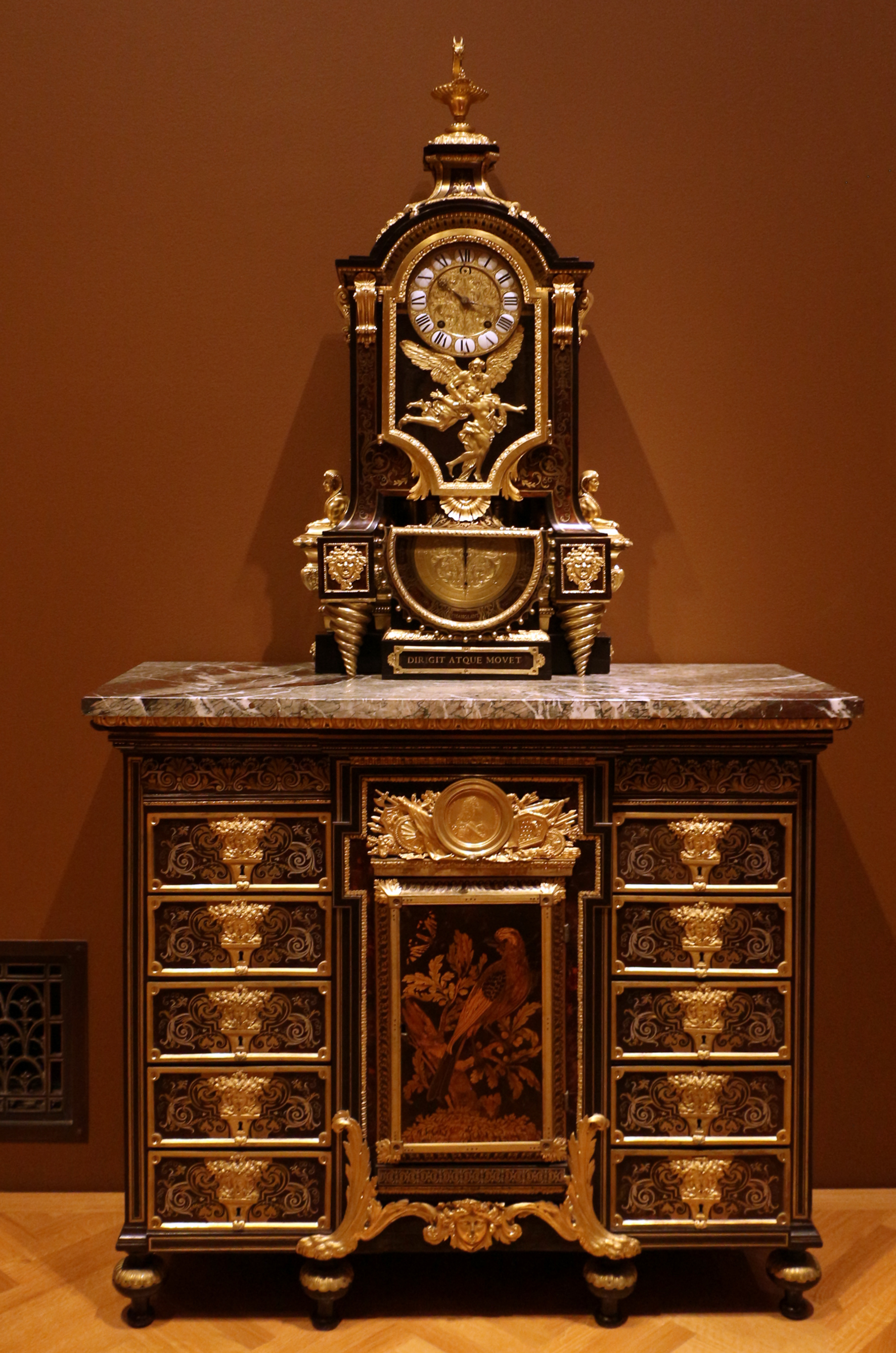
Schrank von André-Charles Boulle mit Uhr von Balthasar Martinot in Gehäuse von Boulle, ca. 1690–1695
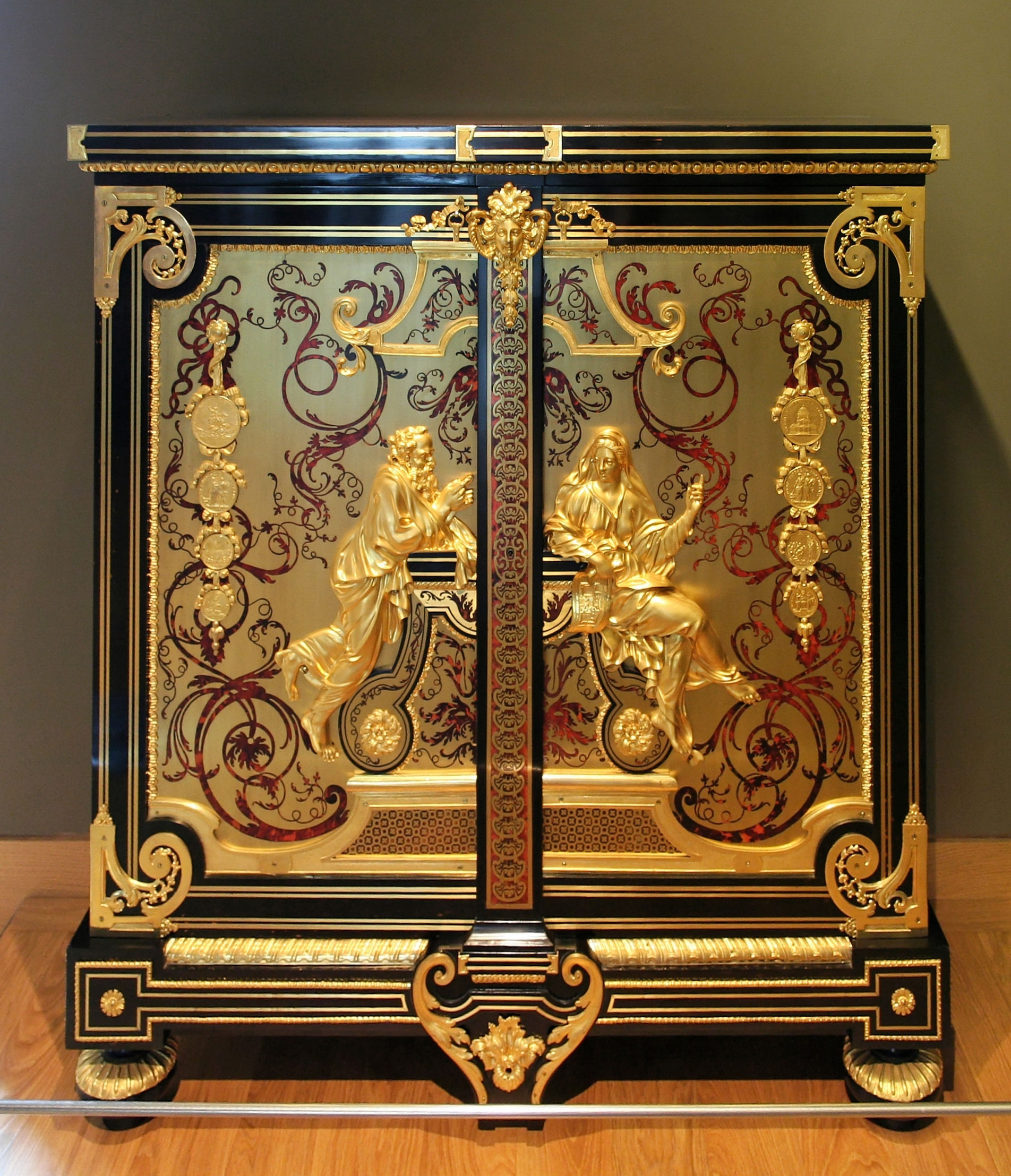
Schrank mit vergoldeter Marketerie von Boulle, Louvre, Paris
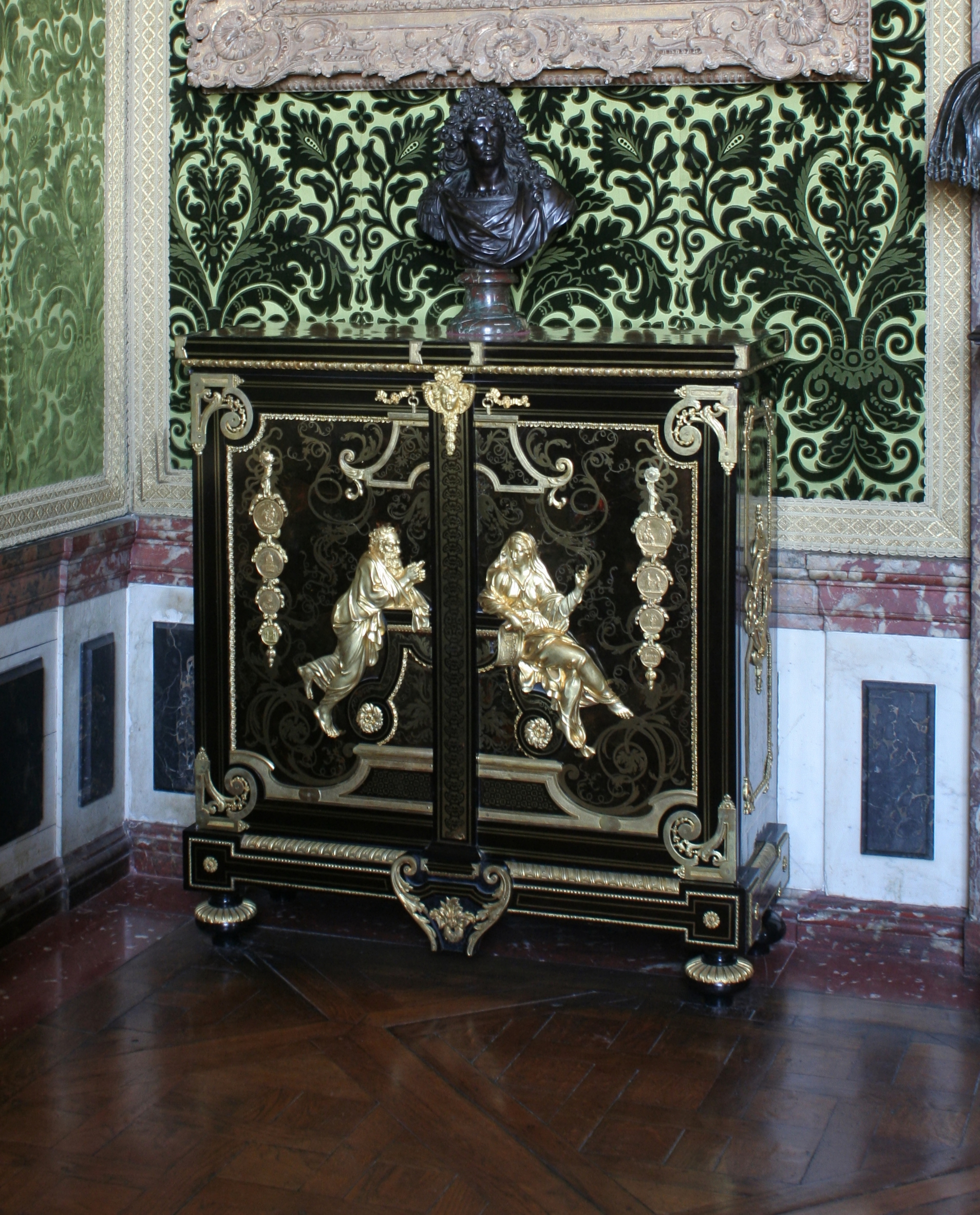
Medaillenschrank im Salon des Überflusses, Schloss Versailles
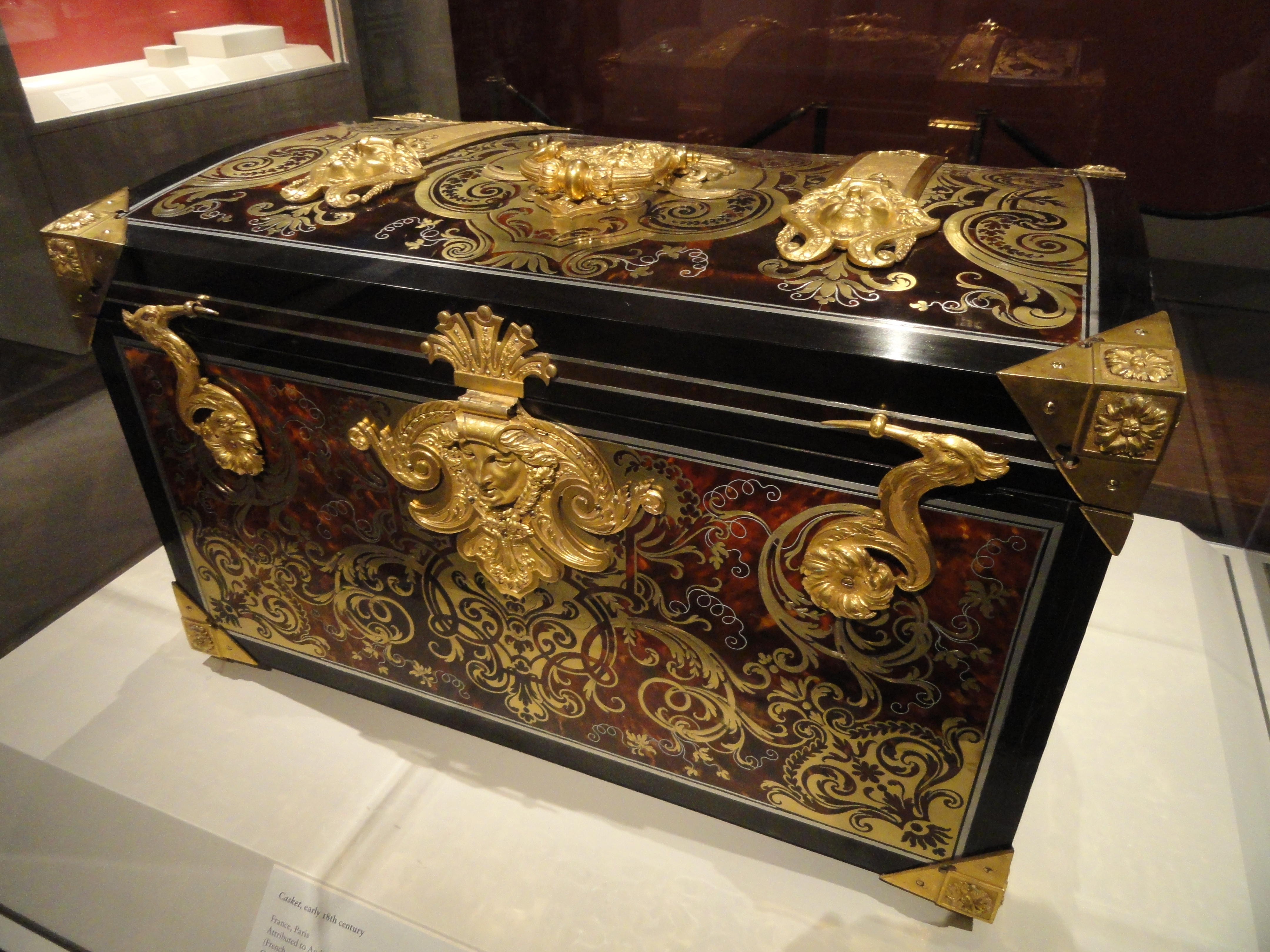
Kassette, Art Institute of Chicago.
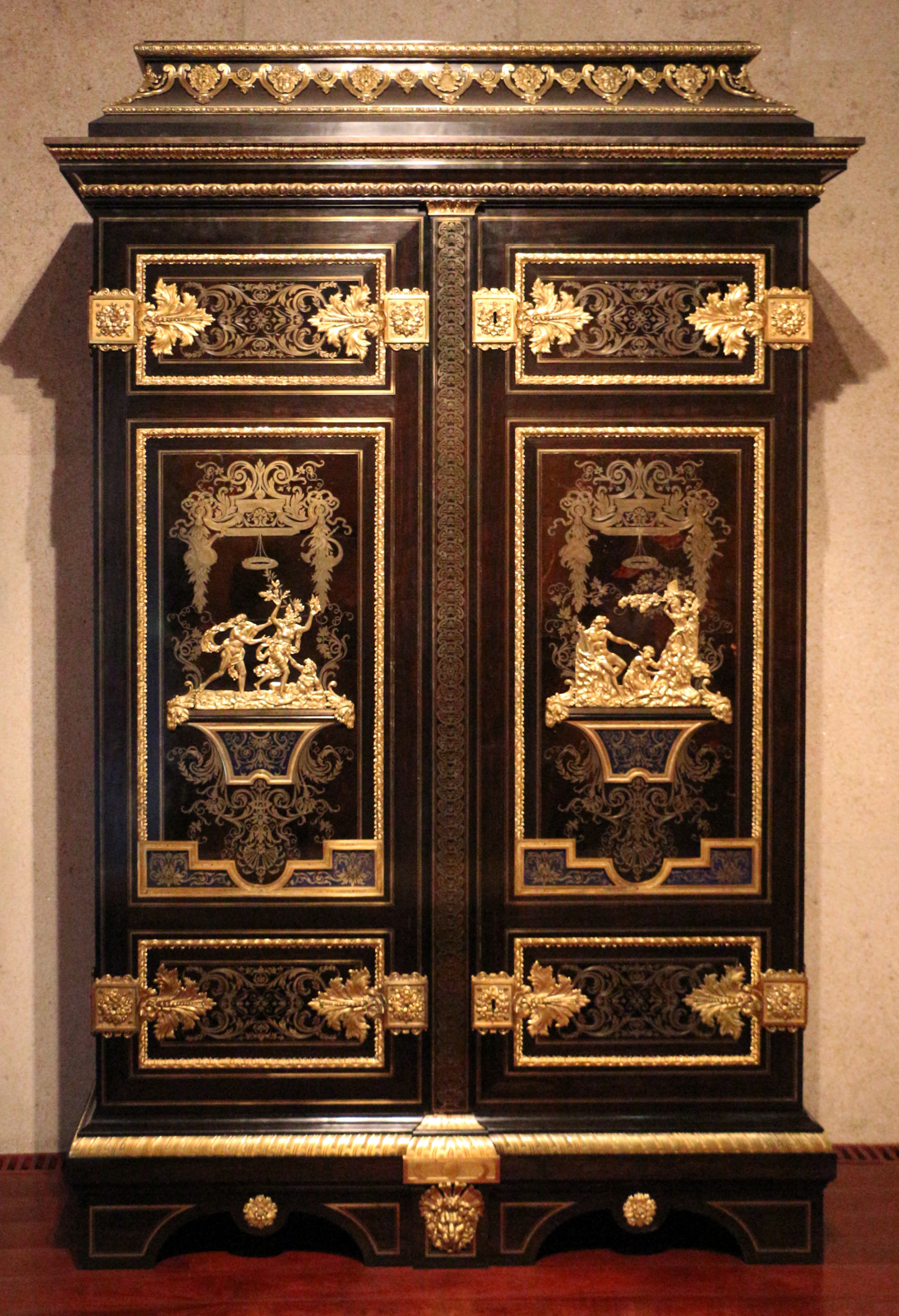
Boulleschrank, um 1700, Museu Calouste Gulbenkian, Lissabon

## Arbeiten
- 1682–1683: Intarsienfußboden für das Cabinet Doré des Dauphins in Versailles, nicht erhalten.
- 1719: Toilettenspiegel in Boulle Marketrie nach Motiven von Jean Louis Berain dem Älteren (1637–1711), angefertigt für Marie Louise Élisabeth d’Orléans, verwitwete Herzogin von Berry, jetzt in der Wallace Collection
- um 1720: Barometer und Thermometer angefertigt für den unehelichen Sohn Ludwig XIV. Louis-Alexandre de Bourbon, comte de Toulouse
- um 1720: Bureau-Plat aux têtes de satyre angefertigt für eine französische Familie.[1]

## Boulle Revival
Während der Julimonarchie von Ludwig Philipp und insbesondere in der Regierungszeit von Napoleon III. entstanden eine Reihe hochwertiger Nachbildungen von Stücken, die André-Charles Boulle zugeschrieben wurden. Diese Arbeiten wurden auch als Buhl work bezeichnet. Da eine Zuschreibung vieler Originale bis heute nicht immer zweifelsfrei geklärt ist, handelte es sich bei einigen der Kopien nicht um Originale von Boulle, sondern seiner Zeitgenossen. Beispiele dafür sind die Kopien eines Schreibtisches, die von John Webb zwischen 1853 und 1857 für den 4th Marquess of Hertford hergestellt wurden. Das Original stammte nicht wie angenommen von Boulle, sondern von Bernard I. van Risamburgh, der dieses für den Kurfürsten Max Emanuel von Bayern fertigte.

## Archive
- The Boulle Archives, Centre de Recherches Historiques, 92 rue La Fayette, 75009 Paris
- Musée des Arts Décoratifs

## Sammlungen
- Bougthon
- Blenheim Pallace
- Louvre Galerie, Paris
- Waddeston Manor
- Wallace Collection
- Zwischen Oktober 2009 und Januar 2010 fand in Frankfurt am Main eine internationale Ausstellung über André-Charles Boulle im Museum Angewandte Kunst statt, bei der 100 seiner Werke aus 30 europäischen Museen zugetragen wurden.